# Iwan Swiszczow
Iwan Siergiejewicz Swiszczow, ros. Иван Сергеевич Свищов (ur. w 1875 r., zm. 22 czerwca 1973 r. w Los Angeles) – rosyjski wojskowy (generał), emigracyjny wykładowca wojskowy i działacz kombatancki, wykładowca w Szkole Oficerskiej ROA pod koniec II wojny światowej
Ukończył szkołę rolniczą w Kursku, potem szkołę wojskowo-topograficzną, zaś w 1905 r. wydział geodezyjny nikołajewskiej akademii wojskowej. Prowadził prace geodezyjne w różnych częściach Rosji. Od 1907 r. wykładał w szkole wojskowo-topograficznej. Został profesorem politechniki. Od 1912 r. był w stopniu pułkownika zastępcą szefa oddziału geodezyjnego wydziału głównego sztabu generalnego armii rosyjskiej. W 1917 r. awansował do stopnia generała majora. W 1918 r. wstąpił do Armii Ochotniczej. Znalazł się w rezerwie oficerskiej. Jednocześnie został profesorem politechniki w Jekaterynodarze. W listopadzie 1920 r. wraz z wojskami rosyjskimi był ewakuowany z Krymu do Gallipoli. Na emigracji zamieszkał w Królestwie SHS, gdzie został szefem naukowego oddziału instytutu wojskowo-geograficznego. Jednocześnie prowadził w Belgradzie kursy rolnicze dla rosyjskich emigrantów. W latach 30. wykładał na wyższych kursach wojskowo-naukowych gen. Nikołaja N. Gołowina. Był też przewodniczącym Stowarzyszenia Oficerów Korpusu Wojskowych Topografów. Podczas II wojny światowej przyjechał do Niemiec, zostając w 1944 r. wykładowcą topografii w Szkole Oficerskiej ROA. Po zakończeniu wojny wyemigrował do USA. W Los Angeles stanął na czele Komitetu Pomocy Rosyjskim Inwalidom Wojskowym.